# TVN (Республика Корея)
tvN (Total Variety Network) — южнокорейский кабельный телеканал. Владельцем является компания CJ E&M.

## Программы

### Новостные
- tvN e-News 9

### Развлекательные
- Roller Coaster (롤러코스터; 2009–2013)
- Martian Virus (화성인 바이러스; 2009–2013)
- Comedy Big League (코미디빅리그; с 2011 года)
- Korea's Got Talent (코리아 갓 탤런트; 2011–2012)
- Saturday Night Live Korea (새터데이 나이트 라이브 코리아; с 2011 года)
- The Romantic & Idol (더로맨틱&아이돌; 2012–2013)
- Super Diva (슈퍼 디바; 2012)
- WIN: Who Is Next (2013)
- Grandpas Over Flowers (꽃보다 할배; 2013–2015)
- Sisters Over Flowers (꽃보다 누나; 2013)
- Youth Over Flowers (꽃보다 청춘; 2014)
- Three Meals a Day (삼시세끼; 2014)
- The Genius: Rules of the Game (더 지니어스: 게임의 법칙; 2013)
- The Genius: Rule Breaker (더 지니어스: 룰 브레이커; 2013–2014)
- The Genius: Black Garnet (더 지니어스: 블랙가넷; 2014)
- First Day of Work (오늘부터 출근; 2014)
- Three Meals a Day: Fishing Village (삼시세끼-어촌편; 2015)

### Ток-шоу
- Taxi (현장 토크쇼 택시; с 2007 года)
- Baek Ji-yeon's People Inside (백지연의 끝장토론; 2010–2013)
- Kim Mi-kyung Show (김미경 쇼; 2013)

### Спортивные
- Лига чемпионов УЕФА

### Драмы
- Три мушкетёра (삼총사; в 2014 году)
- Игра лжецов (라이어 게임; в 2014 году)
- Неудавшаяся жизнь (미생; в 2014 году)
- Ответ в 1988 (응답하라 1988; в 2015 году)
- Гоблин / Токкэби (쓸쓸하고 찬란하神 — 도깨비; в 2017 году)
- Что случилось с секретарем Ким? (김비서가 왜 그럴까; в 2018 году)
- Корейская одиссея / Хваюги (화유기; в 2018 году)
- Отель дель Луна (호텔 델루나; в 2019 году)
- Аварийная посадка любви (사랑의 불시착; в 2019 году)
- Псих, но всё в порядке (사이코지만 괜찮아; в 2020 году)
- Истинная красота (여신강림; в 2020 году)
- Королева Чхорин (철인왕후, в 2020 году)
- Винченцо (빈센조; в 2021 году)
- Пугающее сожительство / Мой сосед кумихо (간 떨어지는 동거; в 2021 году)
- Приморская деревня Ча-ча-ча (갯마을 차차차; в 2021 году)